# Замок Ной-Емс (Форарльберґ)
Замок Ной-Емс (нім. Burg Neu-Ems, Schloss Glopper) розташований у місті Гоенемс округу Дорнбірн землі Форарльберґ Австрії.

## Історія
З цього регіону походив лицарський рід панів Емс. З дозволу імператора Людовика IV лицар Ульріх І фон Емс збудував 1343 неподалік замку Альт-Емс (Старий Емс) новий замок — Ной-Емс для надання захисту численній родині. Під час Аппенцелльських війн 1407 замок вперше зруйнували і незабаром відбудували. Замкову каплицю збудували 1603 р. Її колишній вівтар, виготовлений 1515–1520 у Антверпені, з 1835 перебуває у Тірольському земельному музеї. З 1843 замок, що складається з цитаделі і пригородку (форбургу, належить родині Вальдбург-Цайл-Гогенемс.